# Doronicum columnae
Espèce
Synonymes
- Arnica wulfeniana Pollini[2] [1]
- Aronicum cordatum Schur.[1]
- Doronicum caucasicum var. elatior Ambrosi[2]
- Doronicum caucasicum Vis.[2] [1]
- Doronicum columnae subsp. columnae[2]
- Doronicum columnae subsp. lucidum (Bernh. ex Pantoc.) Rouy[2]
- Doronicum columnae var. columnae[2]
- Doronicum columnae var. cordifolium (Sternb.) Fiori & Paol.[2]
- Doronicum columnae var. elatior (Ambrosi) Fiori & Paol.[2]
- Doronicum columnae var. pilosum (Simonk.) Rouy[2]
- Doronicum cordatum Auct.[3]
- Doronicum cordatum K.Koch[2]
- Doronicum cordifolium Sternb.[2] [3]
- Doronicum eriorrhizon Guss.[2] [1]
- Doronicum lucidum Bernh. ex Pant.[2]
- Doronicum lucidum Bernh. ex Pantoc.[1]
- Doronicum nendtvichii Sadler[2] [1]
- Doronicum orientale Rchb.[2] [1]
- Doronicum pilosum (Simonk.) Simonk.[2] [1]
- Doronicum wulfenianum (Pollini) Poir.[2] [1]

Doronicum columnae, le Doronic glabre, est une espèce de plante à fleurs de la famille des Astéracées.

## Description
C'est une plante herbacée de 25 à 60 cm. C'est une plante ornementale, parfois échappée des jardins.
La floraison a lieu d'avril à juin.

## Répartition
Montagnes du sud-est de l'Europe.